# Ghiacciaio Alice
Il ghiacciaio Alice  è un ghiacciaio tributario lungo circa 20 km situato nella costa di Shackleton, all'interno della regione sud-occidentale della Dipendenza di Ross, nell'Antartide orientale. Il ghiacciaio, il cui punto più alto si trova a circa 2800 m s.l.m., fluisce in direzione est a partire dal versante orientale del monte Bell, nei Monti della Regina Alessandra, fino ad unire il suo flusso quello del ghiacciaio Beardmore presso capo Sirohi.

## Storia
Il ghiacciaio Alice è stato scoperto durante la spedizione Nimrod (conosciuta anche come spedizione antartica britannica 1907-09), 1907-09, comandata da Ernest Henry Shackleton, e fu così battezzato in onore della madre di Eric Marshall, uno dei componenti della spedizione che fu scelto da Shackleton per far parte della squadra che tentò senza successo di raggiungere il Polo Sud.